# Mazzo Svengali

Funzionamento di un mazzo SvengaliFigura superiore: Sfogliando il mazzo dalla parte anteriore (in alto) a quella posteriore (in basso) si espongono le carte normali (nere)Figura inferiore: Sfogliando il mazzo da dietro in avanti si espongono le carte più corte (rosse)

Il mazzo Svengali è un particolare mazzo di carte speciale utilizzato per giochi di prestigio automatici. 
Il mazzo è formato per metà da carte tutte uguali, e per metà da carte tutte diverse. La particolarità del mazzo sta nel fatto che le carte uguali sono più corte di circa 1mm, e dunque se posizionate in maniera alternata rispetto alle carte diverse, permette di far scorrere il mazzo facendo vedere allo spettatore solo le carte diverse.
È naturale che così facendo, lo spettatore sceglierà sempre la stessa carta, e il prestigiatore potrà facilmente farla "risalire" fino alla cima, oppure sfogliandole al contrario, mostrare come tutto il mazzo sia diventato uguale alla carta scelta dallo spettatore.